# Bahargül Kerimowa
Bahargül Kerimowa (russisch Бахаргул Керимова Bachargul Kerimowa, englisch Bakhargul Kerimova) ist eine turkmenische Schriftstellerin.
Sie hat Gedichte und Prosa verfasst. Ein Buch mit Kurzgeschichten wurde 1983 in Aşgabat veröffentlicht, und ein Band mit ihren Gedichten wurde 1988 veröffentlicht. Auch nach dem Zerfall der Sowjetunion hat sie sich in ihrem Heimatland engagiert. Ein weiterer Band wurde 1992 veröffentlicht.

## Werke
- Ȯmu̇r oĭlary, 1992.